# Рассекая волны
«Рассекая волны» (англ. Breaking the Waves) — мелодраматический фильм режиссёра Ларса фон Триера 1996 года. Первый фильм трилогии фон Триера «Золотое сердце» («Рассекая волны» — «Идиоты» — «Танцующая в темноте»).

## Сюжет
Начало 1970-х годов. Наивная и невинная Бесс Макнилл живёт с матерью и Дороти («Додо»), вдовой только что умершего брата героини, в коммуне со строгими религиозными традициями на западе Шотландии. Окружающие воспринимают Бесс как большого ребёнка, она наделена детской верой и способностью общаться напрямую с Богом. Она выходит замуж за Яна, который старше и опытнее её, он работает на нефтяной платформе в открытом море. В деревушке с её пуританскими нравами многие с сомнением относятся к этому браку. Невинная Бесс потрясена теми тайнами и радостями физической любви, в которые её посвящает более опытный Ян. В течение недолгого счастливого периода пара наслаждается друг другом и своей любовью.
Когда Ян должен отправляться на очередную смену на нефтяную платформу, Бесс охватывает отчаяние. Долгие телефонные разговоры не в состоянии заглушить её тревогу. Она молит Бога, чтобы Ян вернулся к ней. И вскоре её молитва оказывается услышана, но совсем не так, как ей хотелось бы. Ян возвращается домой парализованным, получив опасную для жизни травму головы в результате аварии на платформе. Ян понимает, что никогда не сможет снова быть вместе с Бесс, и просит, вернее, требует, чтобы она завела любовника. Поначалу Бесс отказывается, но, поверив в то, что это вернёт Яну мужество бороться за жизнь, она бросается во все тяжкие. Когда ей кажется, что у Яна наблюдаются признаки выздоровления, она подвергает себя ещё более унизительным ситуациям, несмотря на осуждение семьи и Церкви. Она верит, что случится чудо и Ян вернётся к ней. Ради него и их любви она готова рискнуть своей жизнью.

## В ролях
- Эмили Уотсон — Бесс Макнилл
- Стеллан Скарсгард — Ян Нюман
- Эдриан Роулинс — доктор Ричардсон
- Катрин Картлидж — Дороти «Додо» Макнилл
- Жан-Марк Барр — Терри
- Джонатан Хэкетт — священник
- Сандра Во[англ.] — мать
- Удо Кир — моряк-садист

## Саундтрек
1. Python Lee Jackson — In A Broken Dream (337 сек.)
2. T-Rex — Hot Love (440 сек.)
3. Deep Purple — Child in Time (930 сек.)
4. Leonard Cohen — Suzanne (347 сек.)
5. Roxy Music — Virginia Plain (267 сек.)
6. Mott the Hoople — All The Way To Memphis (445 сек.)
7. John Kongos — He’s Gonna Step On You Again (404 сек.)
8. Thin Lizzy — Whiskey In The Jar (521 сек.)
9. Procol Harum — A Whiter Shade of Pale (370 сек.)
10. Elton John — Good Bye Yellow Brick Road (292 сек.)
11. Jethro Tull — Cross-Eyed Mary (375 сек.)
12. Johann Sebastian Bach — Siciliana (407 сек.)

## Награды
Фильм был удостоен множества премий на различных кинофестивалях, в том числе:
- 1996 — Каннский кинофестиваль
  - Гран-при жюри — Ларс фон Триер
- 1996 — Премия Европейской киноакадемии
  - Лучший фильм — Ларс фон Триер
  - Приз международной ассоциации кинокритиков (ФИПРЕССИ) — Ларс фон Триер
  - Лучшая актриса — Эмили Уотсон
- 1997 — Премия «Сезар»
  - Лучший зарубежный фильм — Ларс фон Триер

### Номинации
- 1997 — Премия «Оскар»
  - Лучшая актриса — Эмили Уотсон
- 1997 — Премия BAFTA
  - Лучшая актриса — Эмили Уотсон
- 1996 — Каннский кинофестиваль
  - Золотая пальмовая ветвь — Ларс фон Триер
- 1997 — Премия «Золотой глобус»
  - Лучшая драма
  - Лучшая драматическая актриса — Эмили Уотсон
- 1997 — Премия «Гойя»
  - Лучший европейский фильм — Ларс фон Триер